# ウォルド郡 (メイン州)
ウォルド郡（英: Waldo County）は、アメリカ合衆国メイン州の郡である。人口は3万9607人（2020年）。郡庁所在地はベルファストであり、同郡で人口最大の都市である。

## 歴史
ウォルド郡は1827年2月7日に、ハンコック郡から分離して設立された。郡名はウォルド特許地の領主サミュエル・ウォルド准将に因んで名付けられた。

## 政治
| 無党派     | 10,638 | 37.22% |
| 共和党     | 8,600  | 30.08% |
| 民主党     | 7,989  | 27.95% |
| 緑の独立党 | 1,354  | 4.73%  |
| 合計       | 28,581 | 100%   |

## 地理
アメリカ合衆国国勢調査局に拠れば、郡域全面積は852.74平方マイル (2,208.6 km2)であり、このうち陸地729.73平方マイル (1,890.0 km2)、水域は123.01平方マイル (318.6 km2)で水域率は14.43%である。

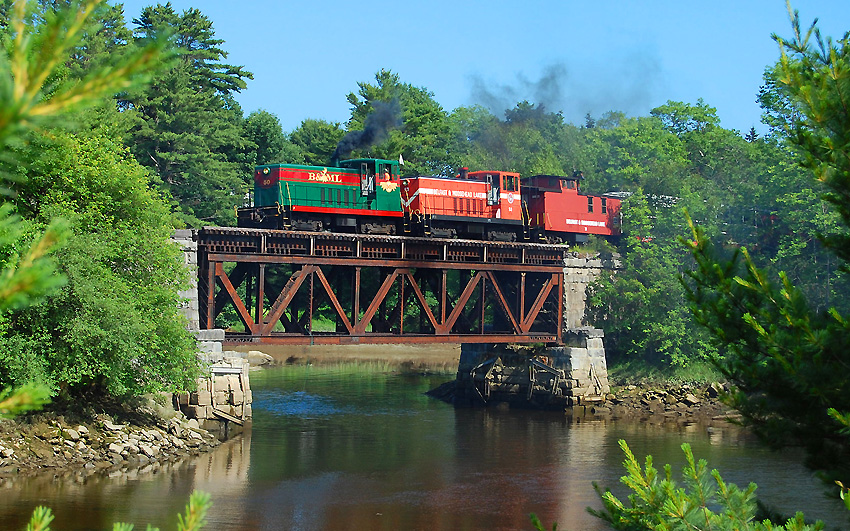
ベルファスト・アンド・ムースヘッドレイク鉄道の鉄橋

### 隣接する郡
- ペノブスコット郡 - 北東
- ハンコック郡 - 東
- ノックス郡 - 南
- リンカーン郡 - 南西
- ケネベック郡 - 西
- サマセット郡 - 北西

### 国立保護地域
- カールトン池水禽繁殖地域

## 人口動態
以下は2000年国勢調査による人口統計データである。
| 基礎データ - 人口: 36,280 人 - 世帯数: 14,726 世帯 - 家族数: 10,057 家族 - 人口密度: 19人/km2（50人/mi2） - 住居数: 18,904 軒 - 住居密度: 10軒/km2（26軒/mi2） 人種別人口構成 - 白人: 97.89% - アフリカン・アメリカン: 0.19% - ネイティブ・アメリカン: 0.40% - アジア人: 0.21% - 太平洋諸島系: 0.01% - その他の人種: 0.16% - 混血: 1.15% - ヒスパニック・ラテン系: 0.59% 先祖による構成 - イギリス系：24.8% - アメリカ人：14.7% - アイルランド系：12.7% - フランス系：8.5% - ドイツ系：5.6% 言語による構成 - 英語：97.1% - フランス語：1.5% | 年齢別人口構成 - 18歳未満: 24.2% - 18-24歳: 7.5% - 25-44歳: 27.8% - 45-64歳: 26.8% - 65歳以上: 13.6% - 年齢の中央値: 39歳 - 性比（女性100人あたり男性の人口） - 総人口: 96.6 - 18歳以上: 93.8 世帯と家族（対世帯数） - 18歳未満の子供がいる: 30.7% - 結婚・同居している夫婦: 55.2% - 未婚・離婚・死別女性が世帯主: 9.0% - 非家族世帯: 31.7% - 単身世帯: 24.9% - 65歳以上の老人1人暮らし: 9.6% - 平均構成人数 - 世帯: 2.43人 - 家族: 2.88人 収入と家計 - 収入の中央値 - 世帯: 33,986米ドル - 家族: 40,402米ドル - 性別 - 男性: 29,644米ドル - 女性: 23,816米ドル - 人口1人あたり収入: 17,438米ドル - 貧困線以下 - 対人口: 13.9% - 対家族数: 10.9% - 18歳未満: 18.6% - 65歳以上: 12.2% |

## 都市と町
| - ベルファスト市 - 郡庁所在地 - シアーズポート町 - ベルモント町 - ブルックス町 - バーナム町 - フランクフォート町 - フリーダム町 - アイルズボロ町 - ジャクソン町 - ノックス町 - リバティ町 - リンカーンビル町 - モンロー町 | - モントビル町 - モリル町 - ノースポート町 - パラーモ町 - プロスペクト町 - シアーズモント町 - ストックトンスプリングス町 - スワンビル町 - ソーンダイク町 - トロイ町 - ユニティ町 - ウォルド町 - ウィンターポート町 |